# Illas (Asturien)
Illas ist ein Concejo der Autonomen Region Asturien. (In Asturien und Galicien entsprechen die Concejos den Municipios im übrigen Spanien.) Es grenzt im Norden an Castrillón und Corvera, im Süden an Las Regueras und Llanera, im Osten ebenfalls an Corvera und Llanera und im Westen an Candamo.
Der Hauptort Callezuela ist ein Dorf mit etwa 130 Einwohnern.

## Geschichte
Bereits in urgeschichtlicher Zeit begann die Besiedelung der Region mit einer Schlüsselfunktion für das gesamte Asturien wie Funde aus La Reigada (Nekropole) und el Cerru de la Peña belegen.

Im Jahr 900 wurde Illas erstmals urkundlich erwähnt, unter Alfonso III. wurde eine kirchliche „Gründungsurkunde“ in Oviedo hinterlegt.

### Wappen
- links oben: das Wappen von Avilés, zu dem es früher gehörte
- rechts oben: das Siegel der Könige Juan I und Juan II, die der Stadt die Stadtrechte verliehen
- links unten: das Wappen derer von Valdés
- rechts unten: das Wappen der ehemaligen Eigentümer

## Geographie
Kalkstein und Schiefer sind die beherrschenden Gesteinsformationen, die man in den südlich begrenzenden Bergzügen der Sierra Tabornedo deutlich erkennen kann. Der Rio Villa Terejo und mehrere seiner kleineren Zuflüsse durchqueren die Parroquia.

### Verkehrsanbindung
Der nächste Flugplatz in Oviedo ist 37 km von Illas entfernt. Von Aviles kommend auf die AS-237 besteht eine eigene Ausfahrt Callezuela. Haltestellen der FEVE bestehen in jedem Ort.

## Politik
Die Sitzverteilung im Gemeinderat lautet:
| Partei          | 1979 | 1983 | 1987 | 1991 | 1995 | 1999 | 2003 | 2007 | 2011 | 2015 |
| --------------- | ---- | ---- | ---- | ---- | ---- | ---- | ---- | ---- | ---- | ---- |
| PSOE            | 1    | 2    | 3    | 3    | 2    | 1    | 1    | 1    |      |      |
| CD / AP / PP    | 4    | 6    | 4    | 4    | 6    | 3    | 2    | 3    | 1    | 2    |
| PCE / IU-BA     | 1    | 1    | 1    | 1    | 1    | 1    | 2    | 4    | 8    | 7    |
| UCD / CDS       | 3    | 0    | 1    | 1    |      |      |      |      |      |      |
| URAS / URAS-PAS |      |      |      |      |      | 4    | 4    | 1    |      |      |
| Total           | 9    | 9    | 9    | 9    | 9    | 9    | 9    | 9    | 9    | 9    |

## Wirtschaft
| TOTAL | 147 | 100   |
| Ackerbau, Viehzucht und Fischerei                                                                        | 41  | 27,89 |
| Industrie                                                                                                | 14  | 9,52  |
| Bauwirtschaft                                                                                            | 10  | 6,80  |
| Dienstleistungsbetriebe                                                                                  | 82  | 55,78 |
| * Daten, Stand 2009. (PDF; 109 kB) SADEI – Statistisches Amt für Wirtschaftliche Entwicklung in Asturien |     |       |

## Bevölkerungsentwicklung
|                                                   |
| Quelle: INE- grafische Aufarbeitung für Wikipedia |

## Parroquias
Illas ist in drei Parroquias untergliedert:
- Illas
- La Peral
- Villa

## Sehenswürdigkeiten
- Mehrere alte, teilweise noch in Betrieb befindliche Wassermühlen an der Ruta des Molinos in beeindruckender Landschaft.
- Kirche San Julián in Illas, durch König Alsons III. im Jahre 903 gestiftete Kirche.
- Kirche San Jorge in La Peral, 1936 errichtet, nach einem Brand wiederaufgebaut. Der Hochaltar stammt aus der Kirche San Nicolás de Bari (Avilés).
- Sehr viele Kapellen in verschiedenen Baustilen sind in der Region zu sehen.